# Abisara herwigii
Abisara herwigii är en fjärilsart som beskrevs av Herman Dewitz 1886. Abisara herwigii ingår i släktet Abisara och familjen Riodinidae. Inga underarter finns listade i Catalogue of Life.